# Доммартен (Ен)
Доммарте́н (фр. Dommartin) — колишній муніципалітет у Франції, у регіоні Овернь-Рона-Альпи, департамент Ен. Населення — 857 осіб (2011).
Муніципалітет був розташований на відстані близько 350 км на південний схід від Парижа, 70 км на північ від Ліона, 24 км на північний захід від Бург-ан-Бресса.

## Історія
До 2015 року муніципалітет перебував у складі регіону Рона-Альпи. Від 1 січня 2016 року належав до нового об'єднаного регіону Овернь-Рона-Альпи.
1-1-2018 Доммартен і Баже-ла-Віль було об'єднано в новий муніципалітет Баже-Доммартен.

## Демографія
Динаміка населення (INSEE і Cassini ):
Розподіл населення за віком та статтю (2006):
| Стать | Всього | До 15 років | 15-24 | 25-44 | 45-64 | 65-85 | Понад 85 |
| --- | ------ | ----------- | ----- | ----- | ----- | ----- | -------- |
| Чоловіки | 414    | 93          | 28    | 140   | 79    | 66    | 8        |
| Жінки | 359    | 86          | 20    | 108   | 70    | 63    | 12       |
| \| Статево-вікова піраміда \| Статево-вікова піраміда \| Статево-вікова піраміда \| \| ----------------------- \| ----------------------- \| ----------------------- \| \| Чоловіки \| Вік \| Жінки \| \| 8 \| 85 + \| 12 \| \| 19 \| 80-84 \| 8 \| \| 23 \| 75-79 \| 12 \| \| 12 \| 70-74 \| 27 \| \| 12 \| 65-69 \| 16 \| \| 16 \| 60-64 \| 23 \| \| 35 \| 55-59 \| 12 \| \| 12 \| 50-54 \| 19 \| \| 16 \| 45-49 \| 16 \| \| 27 \| 40-44 \| 19 \| \| 35 \| 35-39 \| 27 \| \| 35 \| 30-34 \| 31 \| \| 43 \| 25-29 \| 31 \| \| 16 \| 20-24 \| 16 \| \| 12 \| 15-20 \| 4 \| \| 12 \| 10-14 \| 12 \| \| 27 \| 5-9 \| 23 \| \| 54 \| 0-4 \| 51 \| |        |             |       |       |       |       |          |
| Статево-вікова піраміда |        |             |       |       |       |       |          |
| Чоловіки | Вік    | Жінки       |       |       |       |       |          |
| 8 | 85 +   | 12          |       |       |       |       |          |
| 19 | 80-84  | 8           |       |       |       |       |          |
| 23 | 75-79  | 12          |       |       |       |       |          |
| 12 | 70-74  | 27          |       |       |       |       |          |
| 12 | 65-69  | 16          |       |       |       |       |          |
| 16 | 60-64  | 23          |       |       |       |       |          |
| 35 | 55-59  | 12          |       |       |       |       |          |
| 12 | 50-54  | 19          |       |       |       |       |          |
| 16 | 45-49  | 16          |       |       |       |       |          |
| 27 | 40-44  | 19          |       |       |       |       |          |
| 35 | 35-39  | 27          |       |       |       |       |          |
| 35 | 30-34  | 31          |       |       |       |       |          |
| 43 | 25-29  | 31          |       |       |       |       |          |
| 16 | 20-24  | 16          |       |       |       |       |          |
| 12 | 15-20  | 4           |       |       |       |       |          |
| 12 | 10-14  | 12          |       |       |       |       |          |
| 27 | 5-9    | 23          |       |       |       |       |          |
| 54 | 0-4    | 51          |       |       |       |       |          |

## Економіка
2010 року серед 496 осіб працездатного віку (15—64 років) 410 були активними, 86 — неактивними (показник активності 82,7%, у 1999 році було 72,2%). З 410 активних мешканців працювало 390 осіб (203 чоловіки та 187 жінок), безробітними було 20 (10 чоловіків та 10 жінок). Серед 86 неактивних 33 особи були учнями чи студентами, 32 — пенсіонерами, 21 була неактивною з інших причин.

У 2010 році в муніципалітеті числилось 341 оподатковане домогосподарство, у яких проживали 890,0 особи, медіана доходів виносила 18 136 євро на одного особоспоживача